# Maternidade de São Paulo

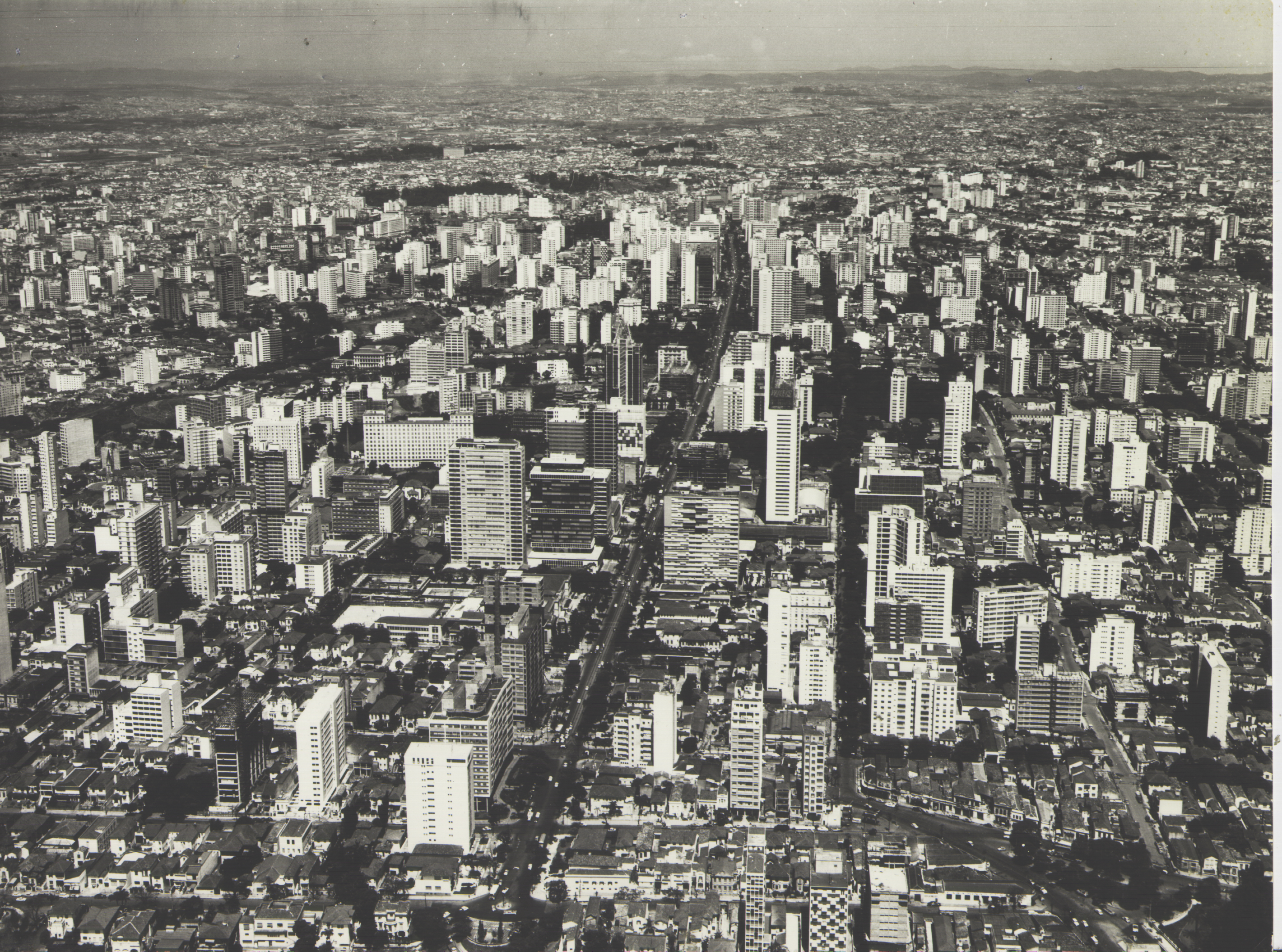
Obra que integra o acervo do Museu Paulista da USP.

A Maternidade de São Paulo foi uma importante unidade hospitalar especializada em obstetrícia da cidade de São Paulo. Fundada em 1894 pelo médico Bráulio Gomes (1854-1903),, funcionou como instituição beneficente por 109 anos, até ser desativada em 15 de setembro de 2003, penhorada em razão de uma dívida de seis milhões de reais.
Seu prédio, demolido em agosto de 2014, era um marco arquitetônico situado na rua Frei Caneca a poucos metros da avenida Paulista. Com catorze andares, foram ali realizados centenas de milhares de partos, na década de 1980 chegando a ter dezesseis mil partos por ano, entre estes os de , Ayrton Senna, Amyr Klink, Paulo Maluf, William Bonner, Susana Vieira, Nelson Motta, Cleiton Heringer Junior, entre outros.
Em anexo, funcionou por muitos anos, o Instituto Superior de Administração Hospitalar, formando diversas turmas, não apenas dirigido aos profissionais da área médica, como também das jurídica, administrativa e outras.
O acervo documental da maternidade, incluindo os 1625 livros de registro dos nascimentos do período de 1901 a 1968, encontra-se sob custódia do Arquivo Público do Estado de São Paulo, mas só pode ser consultado com ordem judicial.

## História
A maternidade surgiu no final do século XIX quando mulheres e crianças passaram a ser uma grande preocupação no país. A taxa de mortalidade durante o parto era alto e contrapunha o interesse no povoamento do extenso território e com a emergente necessidade de constituição e fortalecimento da nação. Para enfrentar este problema, algumas das sugestões dos médicos foram a institucionalização de maternidades para cuidar das mães e dos recém-nascidos e a formação de profissionais obstétricos . 
Foi neste contexto e ao deparar com uma gestante pobre dando à luz no meio da rua que o médico Bráulio Gomes reuniu um grupo de senhoras para incentivá-las ao acolhimento de mulheres desassistidas. Foi então criada a Associação Beneficente e Protetora das Mulheres Desamparadas (1894-1917), tendo como provedora Francisca de Campos, esposa do então presidente do Estado de São Paulo, Bernardino de Campos. Foi a primeira maternidade de São Paulo, sua denominação foi posteriormente alterada para Associação Beneficente das Mulheres Pobres e mais tarde, Associação Maternidade de São Paulo.
Além do acolhimento das mulheres pobres em estado adiantado de gravidez e assistência ao parto e recém-nascido, também cuidava de mulheres com doenças sexualmente transmissíveis. 
Antes da popularização das maternidades, os partos eram realizados em casa por parteiras e os médicos somente eram chamados em caso de perigo de vida para a mãe ou ao bebê. A ideia de hospital e maternidade ainda eram fortemente ligados à locais de abandono e morte.
A primeira direção clínica ficou a cargo do médico Rodrigues dos Santos, passando posteriormente para a primeira médica a atuar em São Paulo, a belga Maria Rennotte. Ela foi uma personagem forte na história das mulheres em São Paulo, formada em medicina pela Woman's Medical College of Pennsylvania (EUA), uma das primeiras escolas de medicina para mulheres. Além das atividades administrativas, também exercia a obstetrícia e ginecologia. Foi assim que conquistou reconhecimento profissional e tornou-se popular na sociedade paulistana. Serviu de inspiração para a participação da mulher imigrante no exercício de uma carreira socialmente reconhecida, mesmo em um contexto adverso de inferiorização do sexo feminino .

## Localização
Iniciou suas atividades na rua Antônio Prado (posteriormente Bráulio Gomes) e durante a gestão de Maria Rennotte, recebeu como doação da Baronesa de Limeira, um prédio na Ladeira Santa Ifigênia, número 125. Em 1900, devido a um surto de febre puerperal causada por estreptococos presentes nas mãos, instrumentos e vestimentas não higienizadas corretamente, a maternidade precisou regularizar seu atendimento e transferiu-se para outro endereço, na rua Brigadeiro Tobias, número 3.
Somente em 1902 a maternidade adquiriu o terreno à rua Frei Caneca, onde se instalou até o término de suas atividades. Em março de 1904, foi edificado o primeiro pavilhão para as parturientes sem condições financeiras. Em 1911 foi inaugurado o pavilhão das parturientes pagantes, chamadas de "pensionistas". Em 1920, na esquina da rua Antônio Carlos com a Frei Caneca foi erguido um edifício com apartamentos residências para obter renda para a instituição. Em 1926 ele foi adaptado para receber os familiares das parturientes que vinham do interior.
Dois outros prédios também foram erguidos: o pavilhão Olímpio Portugal, utilizado para abrigar a cirurgia geral e a ginecologia e outro que recebia parturientes que desejavam manter o parto em segredo. 

## Encerramento das Atividades
Nos anos de 1970, a maternidade enfrentou grave crise financeira até o seu fechamento em 2003. Na década de 1990, com o crescimento do mercado de plano de saúde, as pacientes particulares começaram a procurar outras maternidades e as pacientes da rede pública foram absorvidas pelos hospitais públicos por meio do SUS. 
O estabelecimento chegou a fazer uma parceria com a Unimed em1998, porém não foi suficiente para normalizar a receita. O prédio e terreno foram colocados à leilão e demolido em 2014 após seu arrendamento pela Casablanc Representações e Participações Ltda.